# 라호르 결의
라호르 결의(Lahore Resolution)는 1940년 3월 23일 라호르에서 전인도 무슬림 연맹이 채택한 선언으로 영국령 인도 북서부와 동부에 연속된 무슬림 국가의 설정을 요구한 결의이다. 파키스탄이라는 이름은 이전에 초우드리 라흐마트 알리가 서북인도(현재의 파키스탄)의 이슬람 다수 지역인 5개 지역명을 조합해 만든 말이었으나 이 결의를 계기로 널리 사용되었다. 파키스탄에서는 이날을 파키스탄의 날로 기념한다.

## 같이 보기
- 파키스탄의 역사
- 인도의 분할